# César Pérez
César Ignacio Pérez Maldonado (Cerrillos, 29 novembre 2002) è un calciatore cileno, centrocampista del Defensa y Justicia e della nazionale cilena.

## Carriera

### Nazionale
Nel 2023 ha disputato, con la nazionale cilena, i Giochi panamericani, conclusi al secondo posto finale.
Esordisce in nazionale maggiore il 21 novembre 2023 nella sconfitta per 1-0 contro l'Ecuador.

## Statistiche

### Presenze e reti nei club
Statistiche aggiornate al 7 maggio 2025.
| Stagione                  | Squadra                   | Campionato                | Campionato | Campionato | Coppe nazionali | Coppe nazionali | Coppe nazionali | Coppe continentali | Coppe continentali | Coppe continentali | Altre coppe | Altre coppe | Altre coppe | Totale | Totale |
| Stagione                  | Squadra                   | Comp                      | Pres       | Reti       | Comp            | Pres            | Reti            | Comp               | Pres               | Reti               | Comp        | Pres        | Reti        | Pres   | Reti   |
| ------------------------- | ------------------------- | ------------------------- | ---------- | ---------- | --------------- | --------------- | --------------- | ------------------ | ------------------ | ------------------ | ----------- | ----------- | ----------- | ------ | ------ |
| 2019                      | Magallanes                | B                         | 1          | 1          | CC              | 0               | 0               | -                  | -                  | -                  | -           | -           | -           | 1      | 1      |
| 2020                      | Magallanes                | B                         | 14         | 1          | CC              | 0               | 0               | -                  | -                  | -                  | -           | -           | -           | 14     | 1      |
| 2021                      | Magallanes                | B                         | 25         | 1          | CC              | 2               | 0               | -                  | -                  | -                  | -           | -           | -           | 27     | 1      |
| feb. 2022                 | Magallanes                | B                         | 1          | 1          | CC              | -               | -               | -                  | -                  | -                  | -           | -           | -           | 1      | 1      |
| Totale Magallanes         | Totale Magallanes         | Totale Magallanes         | 41         | 4          |                 | 2               | 0               |                    | -                  | -                  |             | -           | -           | 43     | 4      |
| 2022                      | Unión La Calera           | PD                        | 19         | 0          | CC              | -               | -               | CS                 | 5                  | 0                  | -           | -           | -           | 24     | 0      |
| 2023                      | Unión La Calera           | PD                        | 27         | 6          | CC              | 2               | 0               | -                  | -                  | -                  | -           | -           | -           | 29     | 6      |
| feb.-lug. 2024            | Unión La Calera           | PD                        | 13         | 1          | CC              | -               | -               | CS                 | 7                  | 0                  | -           | -           | -           | 20     | 1      |
| Totale Unión La Calera    | Totale Unión La Calera    | Totale Unión La Calera    | 59         | 7          |                 | 2               | 0               |                    | 12                 | 0                  |             | -           | -           | 73     | 7      |
| lug.-dic. 2024            | Defensa y Justicia        | PD                        | 16         | 0          | CA              | -               | -               | CS                 | -                  | -                  | -           | -           | -           | 16     | 0      |
| 2025                      | Defensa y Justicia        | PD                        | 13         | 1          | CA              | 1               | 1               | CS                 | 4                  | 0                  | -           | -           | -           | 18     | 2      |
| Totale Defensa y Justicia | Totale Defensa y Justicia | Totale Defensa y Justicia | 29         | 1          |                 | 1               | 1               |                    | 4                  | 0                  |             | -           | -           | 34     | 2      |
| Totale carriera           | Totale carriera           | Totale carriera           | 129        | 12         |                 | 5               | 1               |                    | 16                 | 0                  |             | -           | -           | 150    | 13     |

### Cronologia presenze e reti in nazionale
| Cronologia completa delle presenze e delle reti in nazionale ― Cile | Cronologia completa delle presenze e delle reti in nazionale ― Cile | Cronologia completa delle presenze e delle reti in nazionale ― Cile | Cronologia completa delle presenze e delle reti in nazionale ― Cile | Cronologia completa delle presenze e delle reti in nazionale ― Cile | Cronologia completa delle presenze e delle reti in nazionale ― Cile | Cronologia completa delle presenze e delle reti in nazionale ― Cile | Cronologia completa delle presenze e delle reti in nazionale ― Cile |
| Data                                                                | Città                                                               | In casa                                                             | Risultato                                                           | Ospiti                                                              | Competizione                                                        | Reti                                                                | Note                                                                |
| ------------------------------------------------------------------- | ------------------------------------------------------------------- | ------------------------------------------------------------------- | ------------------------------------------------------------------- | ------------------------------------------------------------------- | ------------------------------------------------------------------- | ------------------------------------------------------------------- | ------------------------------------------------------------------- |
| 21-11-2023                                                          | Quito                                                               | Ecuador                                                             | 1 – 0                                                               | Cile                                                                | Qual. Mondiali 2026                                                 | -                                                                   | 70’                                                                 |
| 22-3-2024                                                           | Parma                                                               | Albania                                                             | 0 – 3                                                               | Cile                                                                | Amichevole                                                          | -                                                                   | 72’                                                                 |
| 26-3-2024                                                           | Marsiglia                                                           | Francia                                                             | 3 – 2                                                               | Cile                                                                | Amichevole                                                          | -                                                                   | 88’                                                                 |
| 29-6-2024                                                           | Orlando                                                             | Canada                                                              | 0 – 0                                                               | Cile                                                                | Coppa America 2024 - 1º turno                                       | -                                                                   | 82’                                                                 |
| Totale                                                              |                                                                     | Presenze                                                            | 4                                                                   |                                                                     | Reti                                                                | 0                                                                   |                                                                     |